# Herlindis und Relindis

Kapelle mit dem Patrozinium der heiligen Herlindis und Relindis
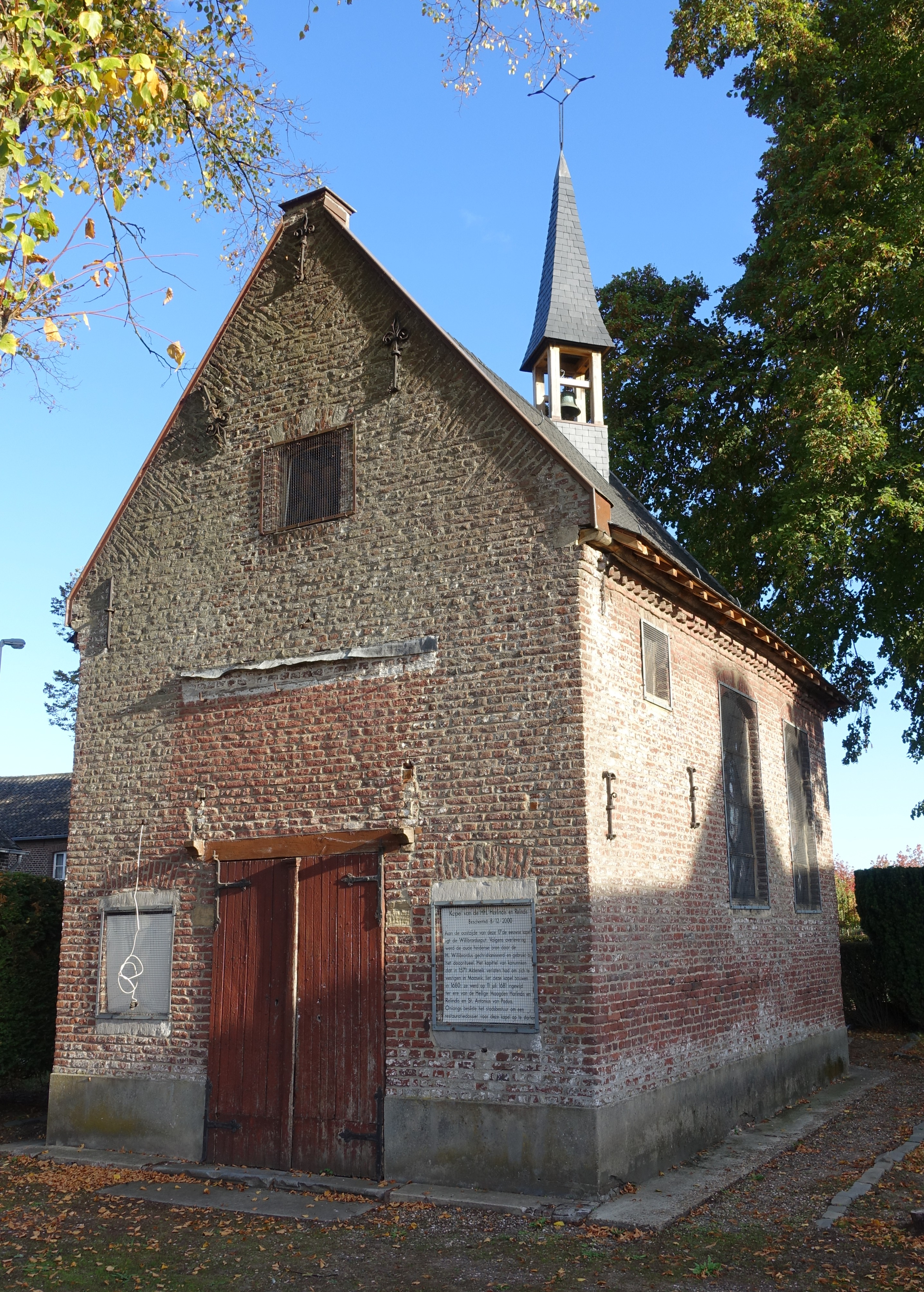
ca. 2007
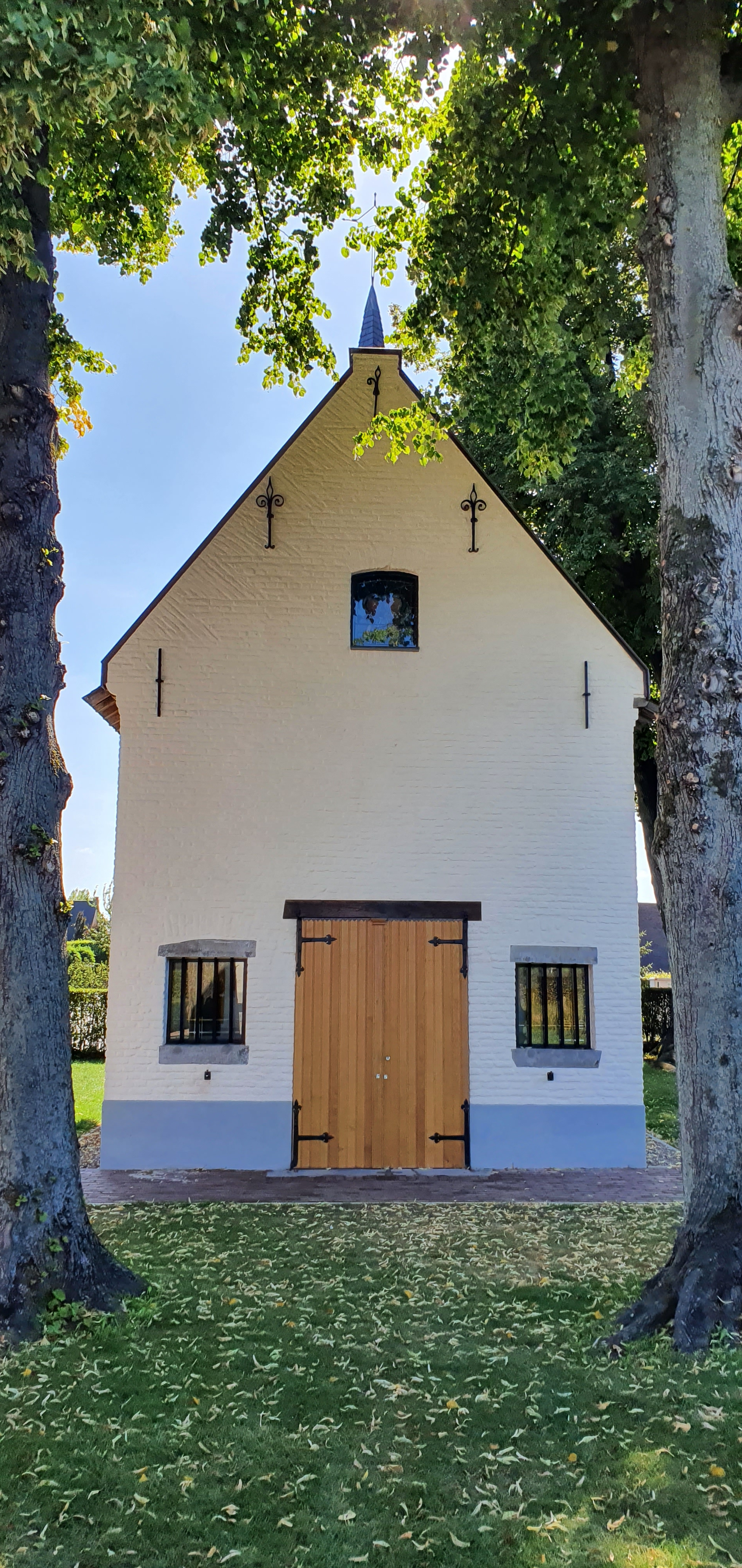
August 2022

Herlindis (auch Harlinde oder Harlindis) (* um 695 in Maaseik; † 745 in Aldeneik) und Relindis (auch Relinde, Renule oder Relind) (* unbekannt; † 750 in Aldeneik) waren fränkische Ordensschwestern und Heilige des 8. Jahrhunderts aus dem Pagus Bracbantensis (Brabant).
Sie waren nacheinander Äbtissin des Klosters Aldeneik in der Nähe von Maaseik im Brabant. Sie sind sowohl in der katholischen als auch in der orthodoxen Kirche Heilige.

## Leben
Herlindis und Relindis waren die Töchter des fränkischen Adligen Adelard, der sie im Benediktinerinnenkloster von Valenciennes aufwachsen ließ. Im Jahr 730 stifteten die Eltern für ihre Töchter in Aldeneik ein Benediktinerinnenkloster. Herlindis wurde von Willibrord als erste Äbtissin geweiht. Sie blieb dies bis zu ihrem Tod um das Jahr 745. Ihre Nachfolgerin war ihre Schwester Relindis nach Ernennung durch den Bischof von Mainz Bonifatius. Relinde starb um das Jahr 750.
Die Schwestern standen in brieflichem Austausch mit Willibrord und Bonifatius und sollen, was im Zusammenhang mit der legendären Zuschreibung der Kasel als Werk der Schwestern steht, besonderes Talent in Textilarbeiten gehabt haben.

## Kasel der Heiligen Harlindis und Relindis

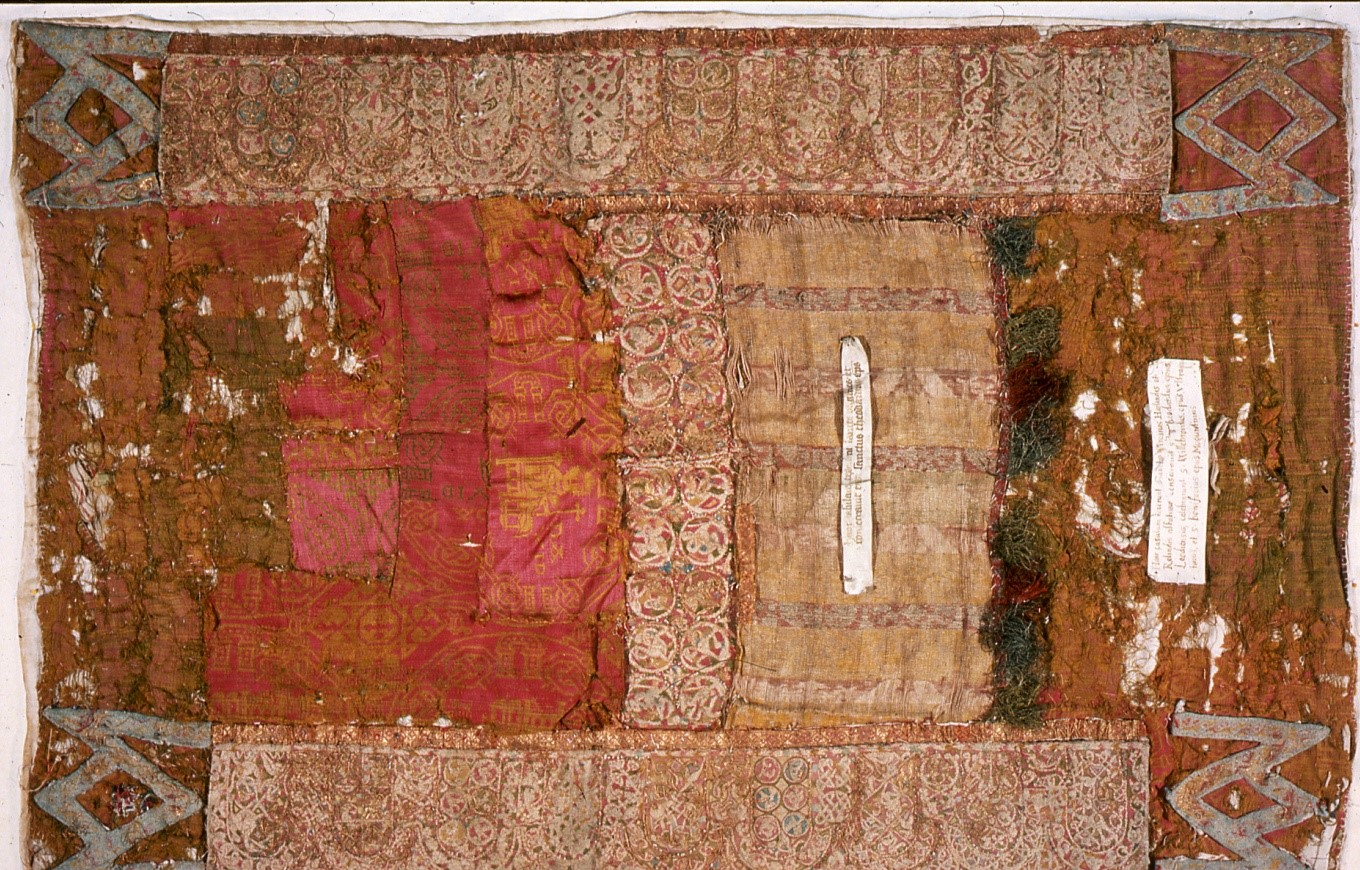
Kasel der Heiligen Harlindis und Relindis

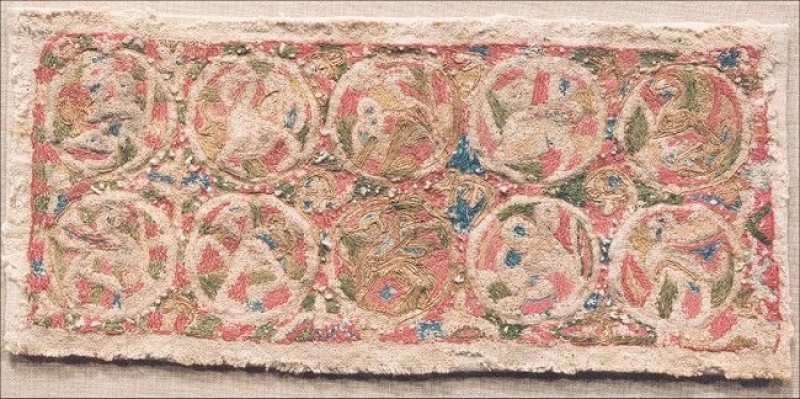
Detail der Stickereien

Die Kasel der Heiligen Harlindis und Relindis (auch bekannt als die Kasel von Maaseik oder Maaseik-Stickerei) ist das früheste erhaltene Beispiel für großformatige Stickerei aus England. Sie stammt aus dem späten 8. oder 9. Jahrhundert und wurde im Kloster Aldeneik gefunden. Sie ist reich verziert mit aufwändigen Stickereien aus Seide und Metallfaden auf einer Leinengrundlage. Die Casula wurde anders als überliefert vermutlich nicht von den Heiligen selbst hergestellt. Stickereien waren ein wichtiges Statussymbol, und Menschen, die sie herstellen konnten, waren hoch angesehen. Dies ist wahrscheinlich der Grund dafür, dass die Stickereien mit den Heiligen und nicht nur mit dem Kloster in Verbindung gebracht wurden. Die Stickereien wurden alle zur gleichen Zeit und in der gleichen Werkstatt angefertigt, obwohl die Kasel selbst über die Zeit viele Veränderungen und Umbauten erfahren hat.
Im 8. und 9. Jahrhundert waren Kaseln weite Gewänder in der Form einer umgekehrten Glocke. Die Kasel der Heiligen Harlindis und Relindis ist zwar rechteckig, aber es sieht aus, als wäre sie irgendwann umgestaltet worden, wahrscheinlich, um eine modernere Form zu erhalten. Es könnte sogar sein, dass das Gewand gar nicht als Kasel hergestellt wurde. Ursprünglich war die Kasel reich mit Perlen geschmückt, einige der Nähte und Stichlöcher sind erhalten geblieben. Es gibt einen Hinweis darauf, dass die Perlen 1647 noch vorhanden waren.
Das Metallstickgarn der Kasel wurde hergestellt, indem ein Goldfaden um einen Kern aus Pferde- oder Kuhhaar gewickelt wurde. Diese Herstellung war äußerst kostspielig und zeitaufwändig, aber typisch für derartige Gewänder.
Die Stickerei bedeckt das Leinen vollständig. Es ist die früheste Stickerei dieser Größenordnung und typisch für den damals repräsentativen Stil. Dasselbe Knotenmuster ist auch in Manuskripten und Metallarbeiten aus dieser Zeit zu finden. Es ist bekannt für dichte Muster, Strudel, Kreise und verschlungene Tiermotive. Bekanntestes Beispiel für den Stil ist das Book of Kells. Die gewebten Bänder der Einfassung ähneln Bändern, die man in Birka gefunden hat. Die Bänder sind wie die in Birka aus Seiden- und Leinenfäden hergestellt, jedoch wird angenommen, dass sie in England hergestellt wurden. Es sind die ersten gefundenen Bänder, die nicht nur aus Seide, Leinen oder Wolle, sondern auch aus goldumwickelten Stickfäden bestehen.
Die Kasel befindet sich im Kirchenschatz der Sankt-Katharinenkirche in Maaseik.

## Nachleben
Eine Vita Harlindis et Relindis wurde im 9. Jahrhundert, zwischen 855 und 881, geschrieben.
Die Schwestern sind Heilige sowohl der katholischen wie auch der orthodoxen Kirche. Örtliche Gedenktage sind am 6. Februar (Relindis) und 12. Oktober (Herlindis) bzw. im Bistum Lüttich gemeinsam am 13. Februar.
In Heiligendarstellungen werden die Schwestern gemeinsam, gelegentlich mit weiteren Nonnen und als ikonografisches Heiligenattribut einen Äbtissinnenstab oder ein Klostermodell haltend, porträtiert.
Eine Kapelle in Aldeneik und zwei Kirchen in der belgischen Provinz Limburg stehen unter dem gemeinsamen Patrozinium der beiden Heiligen.

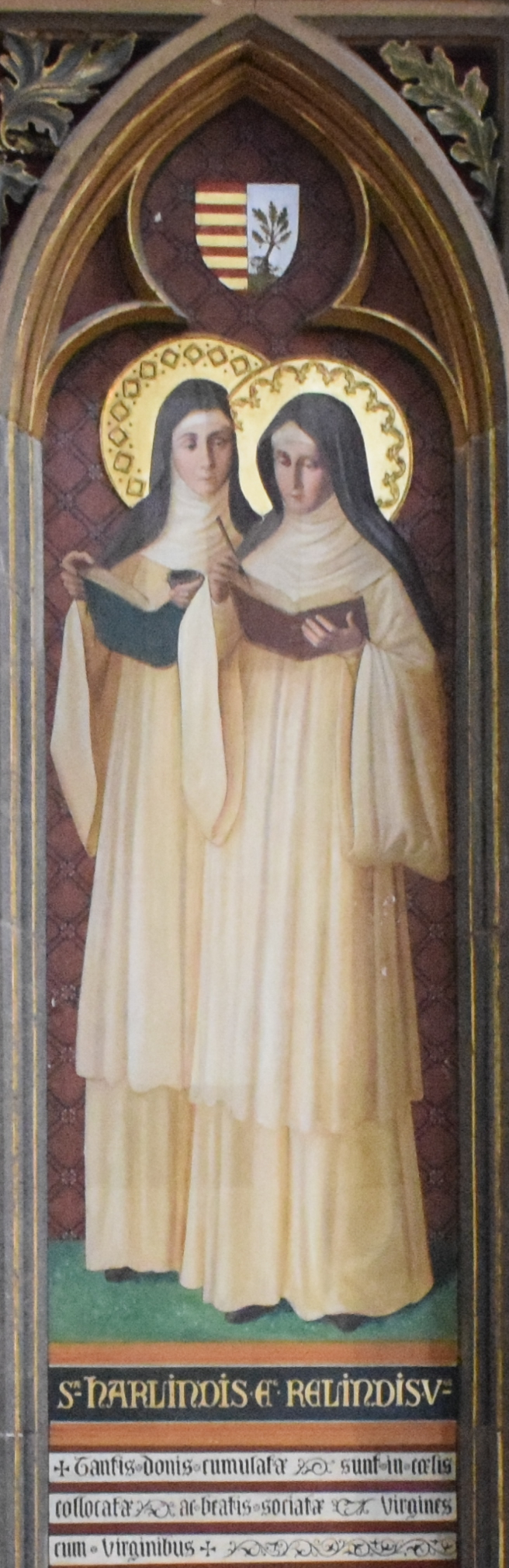
Darstellung der Heiligen, Kathedrale Saint-Paul, Lüttich
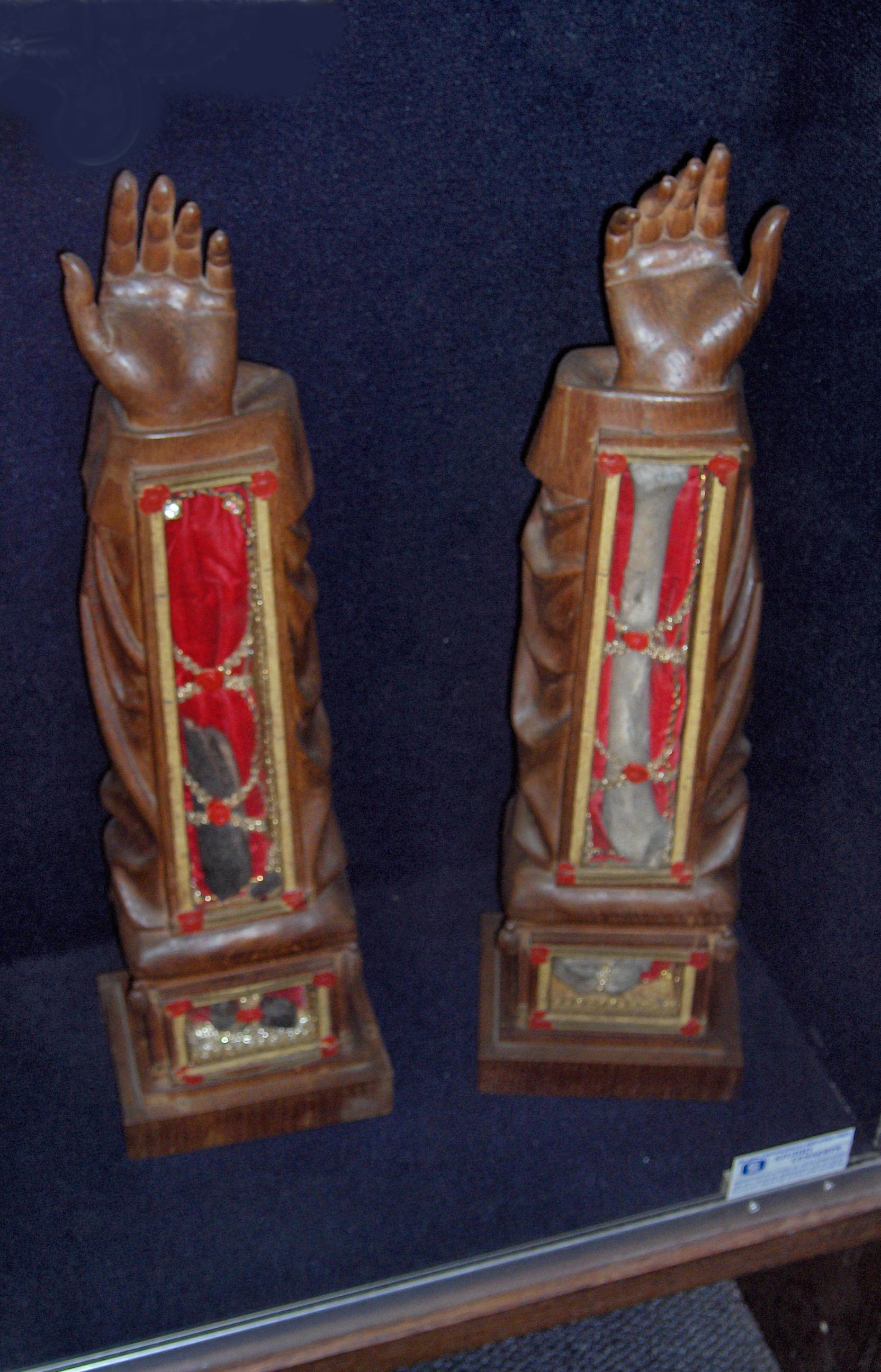
Reliquiare der Heiligen Harlindis und Relindis von 1652, Holz und Silber, Kirchenschatz der Sankt-Katharinenkirche in Maaseik
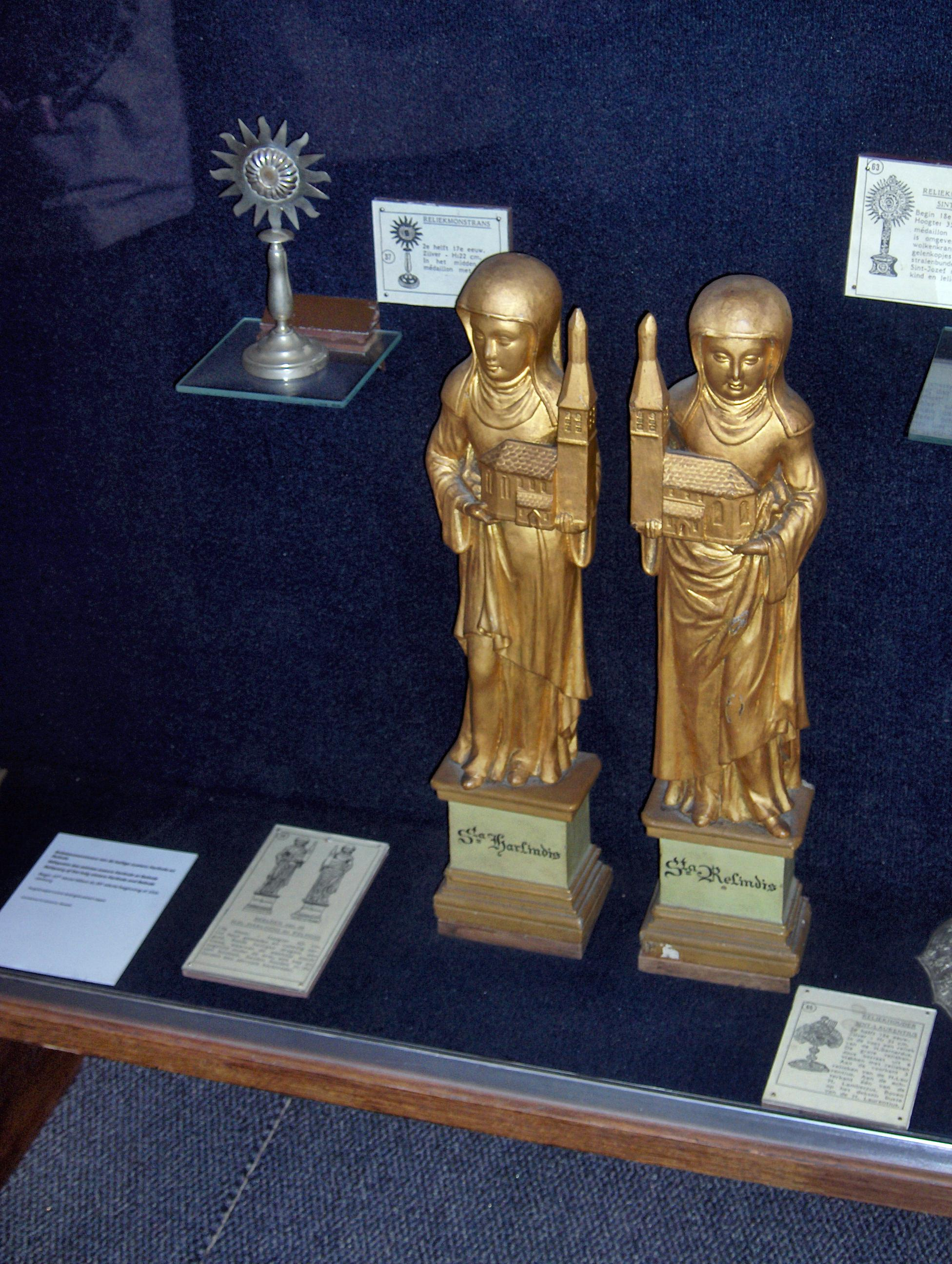
Statuen der Heiligen Harlindis und Relindis aus der 2. Hälfte des 17. Jahrhunderts, Silber-Reliquiare, vergoldet, Kirchenschatz der Sankt-Katharinenkirche in Maaseik
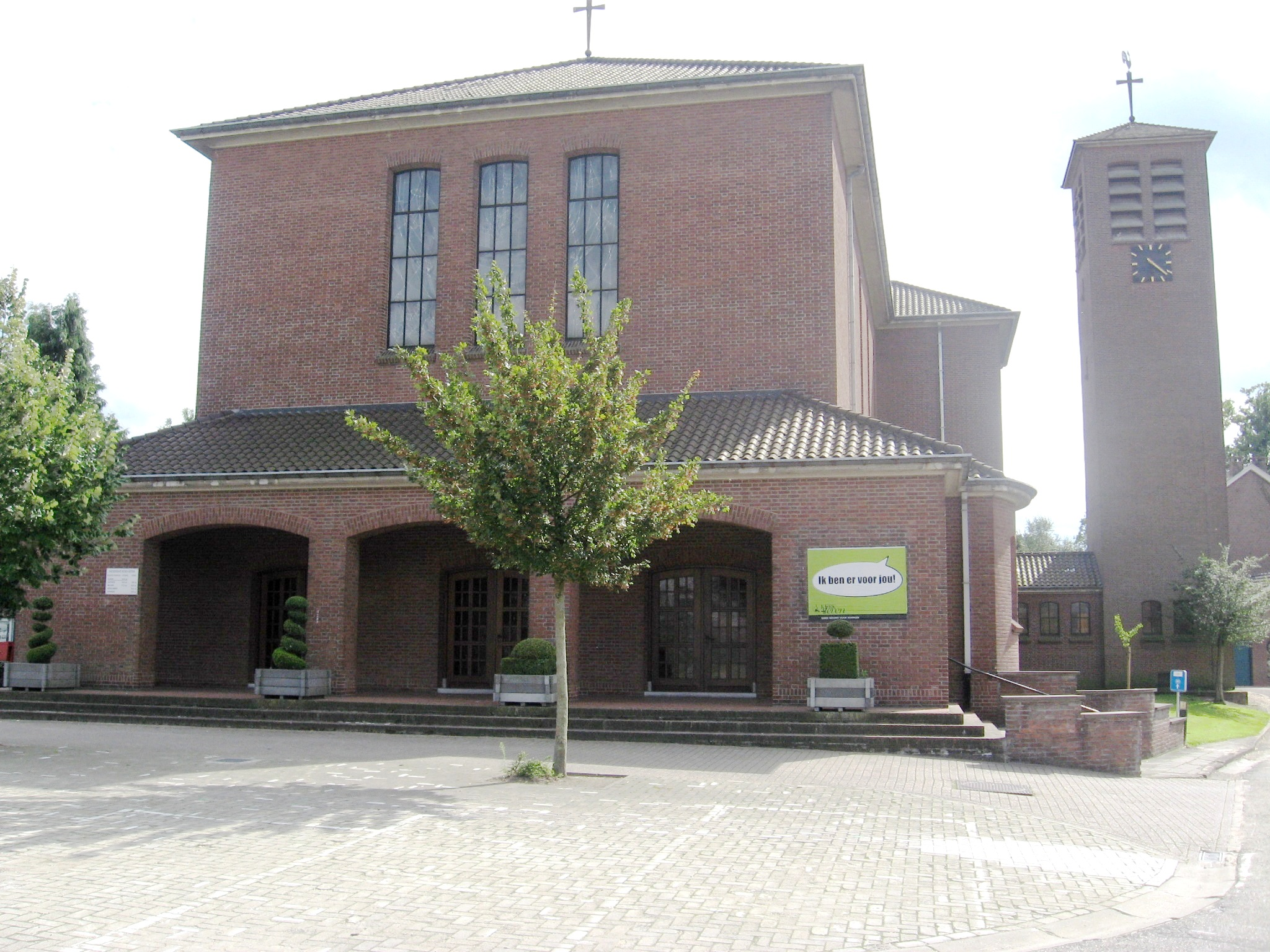
Kirche mit dem Patrozinium der Heiligen Herlindis und Relindis in Ellikom, Meeuwen-Gruitrode, Limburg, Belgien
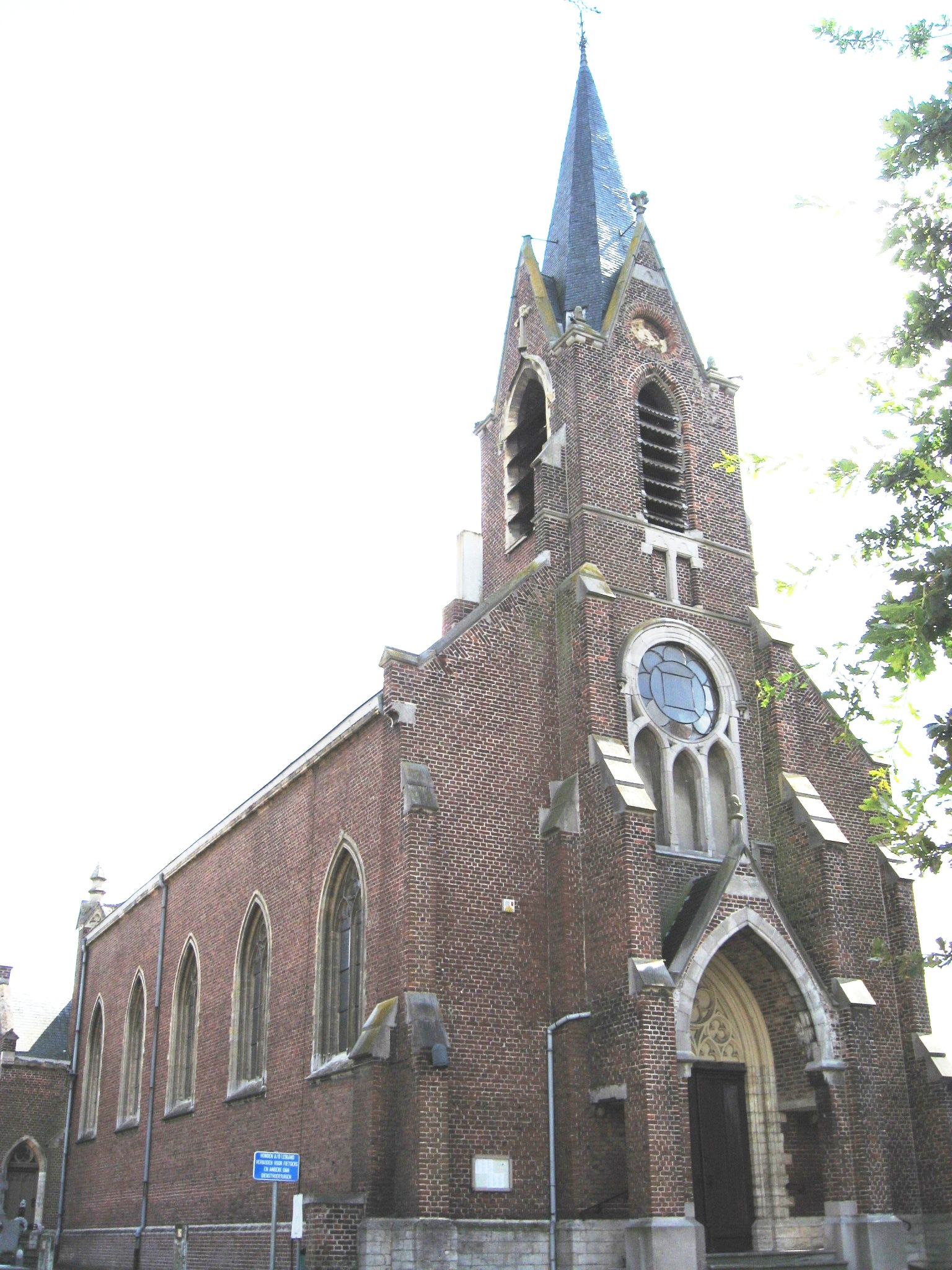
Kirche mit dem Patrozinium der Heiligen Herlindis und Relindis in Ordingen, Sint-Truiden, Limburg, Belgien

Judy Chicago widmete ihnen jeweils eine Inschrift auf den dreieckigen Bodenfliesen des Heritage Floor ihrer Installation The Dinner Party. Die mit dem Namen Hardlind und Reinhild beschrifteten Porzellanfliesen sind dem Platz mit dem Gedeck für Hrotsvit zugeordnet.